# مارك شتاين (لاعب كرة قدم)
مارك شتاين (بالإنجليزية: Mark Stein)‏ (29 يناير 1966 بكيب تاون في جنوب أفريقيا - ) هو كاتب سيناريو ولاعب كرة قدم جنوب أفريقي في مركز الهجوم. لعب مع أكسفورد يونايتد وإيبسويتش تاون وتشيلسي وستوك سيتي وكوينز بارك رينجرز ونادي بورنموث ونادي لوتون تاون ونادي ألدرشوت وداغنهام وريدبريدج وWalthamstow F.C. ‏.

## وصلات خارجية
- مارك شتاين على موقع قاعدة بيانات كرة القدم.إي يو (الإنجليزية)
- مارك شتاين على موقع Soccerbase.com (لاعب) (الإنجليزية)
- مارك شتاين على موقع عالم كرة القدم.نت (الإنجليزية)